# Lasiurus degelidus
Lasiurus degelidus är en fladdermus i släktet Lasiurus som förekommer endemiskt på Jamaica. Den liknar Lasiurus seminolus i utseende och båda är troligtvis nära släkt med varandra.

## Utseende
Med en kroppslängd (huvud och bål) av 53 till 57 mm, en svanslängd av ungefär 52 mm, med 41 till 47 mm långa underarmar och cirka 7 mm långa bakfötter samt omkring 13 mm stora öron är arten liten till medelstor inom släktet. Allmänt är honor större än hannar. Håren på ovansidan är intensivt rödbruna och gråa hårspetsar förekommer inte. Däremot finns ofta en vit fläck vid varje axel där vingarna når kroppen. Lasiurus degelidus har ibland vita hårspetsar vid den rödbruna undersidan. Typiska är korta öron, små ögon och en svansflyghud med päls. Artens tandformel är I 1/3, C 1/1, P 2/2, M 3/3, alltså 32 tänder i tanduppsättningen. Kännetecknande är stora molarer. Den diploida kromosomuppsättningen bildas av 28 kromosomer (2n=28).

## Utbredning och ekologi
Arten lever endast på Jamaica och den når 400 meter över havet. Exemplaren hittas ofta över gräsmarker med odlingsmark för kokospalmer. Undersökningarna skedde med slöjnät. Antagligen söker Lasiurus degelidus vattendragens närhet.
Inga individer hittades i grottor eller bergssprickor. Därför antas att viloplatsen ligger i träd. Exemplaren är aktiva mellan skymningen och gryningen. De jagar insekter under flykten och har läten för ekolokaliseringen som är cirka 7 millisekunder långa. Ropets frekvens sjunker allmänt från 52,5 till 34,5 kHz. Informationer gällande det sociala beteende och fortplantningen saknas.

## Hot
Skogsbruk, produktionen av träkol, skogarnas omvandling till jordbruksmark och orkaner påverkar populationen negativ. Jamaicas yta är ungefär 11 000 km². IUCN listar arten som sårbar (VU).